# Conthey
Conthey (niem. Gundis) – miejscowość i gmina (commune) w południowej Szwajcarii, w kantonie Valais, siedziba administracyjna okręgu (district) Conthey. Leży nad Rodanem.

## Demografia
W Conthey mieszka 8 955 osób. W 2021 roku 24,3% populacji gminy stanowiły osoby urodzone poza Szwajcarią. 

## Transport
Przez teren gminy przebiega autostrada A9. 